# Lilly Karoly
Lilly Karoly; eigentlich Natalie Klausner (* 6. September 1885; † Juli 1971 in Wien) war eine österreichische Schauspielerin.

## Leben
Lilly Karoly spielte erste Rollen an dem deutschsprachigen Stadttheater in Bielitz. Ab 1912 war sie durch Josef Jarno (Jarno’sche Bühnen) am Theater in der Josefstadt sowie am Lustspiel-Theater in Wien engagiert; ab 1914 auch am Wiener Stadttheater. Im Jahr 1927 wurde sie Mitglied des Ensembles am Wiener Burgtheater. 1928 ist dort ein Auftritt als Mirza in Judith von Friedrich Hebbel zu verzeichnen. Das Engagement am Burgtheater wurde im Jahr 1938 unterbrochen, da sie nach dem Anschluss Österreichs auf Grund ihrer jüdischen Herkunft in die Emigration gehen musste. Nach Ende des Zweiten Weltkrieges kehrte sie an das Burgtheater zurück, und spielte bereits 1945 in Hugo von Hofmannsthals Jedermann die Mutter.
Lilly Karoly wirkte in einigen Film- und Fernsehproduktionen mit. So spielte sie 1914 in dem Stummfilm Der Pfarrer von Kirchfeld in der Regie von Jakob- und Luise Fleck mit Max Neufeld, Hans Rhoden und Ludwig Trautmann und 1949 in dem Spielfilm Mein Freund Leopold von Alfred Stöger mit Josef Meinrad, Hans Olden und Elisabeth Markus. Im Fernsehen war sie 1963 in der Aufzeichnung einer Aufführung des Burgtheaters mit dem Bühnenstück Liliom des ungarischen Schriftstellers Ferenc Molnár in der Rolle der Frau Hollunder zu sehen. Neben ihr spielten Josef Meinrad, Susi Nicoletti, Manfred Inger und Hans Moser.

## Filmografie
- 1914: Der Pfarrer von Kirchfeld
- 1915: Dämon Spiel
- 1922: Töte sie!
- 1949: Mein Freund Leopold (Mein Freund, der nicht nein sagen kann)
- 1951: Die Minderjährigen (Asphalt)
- 1961: Der erste Frühlingstag (Fernsehspiel)
- 1963: Liliom (Theateraufzeichnung für das Fernsehen)